# Cose di Cosa Nostra
Cose di Cosa Nostra è un film del 1971, diretto da Steno.

## Trama
Un boss della mafia italoamericana chiamato don Calogero Bertuccione per mezzo del suo braccio destro don Cefalù, ordina al picciotto Salvatore Lo Coco, siciliano emigrato negli Stati Uniti d'America, di tornare al suo paese natale Castropizzi per uccidere don Nicola Manzano detto "Nicky" perché sospettato di essere una spia. Salvatore non vuole ma deve ubbidire per evitare la vendetta mafiosa sulla sua famiglia. Arrivato in Italia cerca qualcuno che possa sostituirlo, ma senza successo. Dopo una serie di vicende grottesche riesce ad entrare nella villa di don Manzano dove poi scopre che don Bertuccione ed i suoi uomini sono stati uccisi.